# Historia del uniforme del Deportivo Independiente Medellín

## Historia
| (1913-1927) | (1928-1932) | (1933-1948) | (1949-1955) | (1956-1960) | (1961-1979) | (1980-1985) | (1986-2003) |

## Evolución

### Uniforme local
| 2004-05 | 2006-07 | 2008 | 2008-09 | 2010-11 | 2011-12 | 2013 | 2014-15 |

| 2015-16 | 2017-18 | 2018-II | 2018-19 | 2019-20 | 2021-22 | 2022 | 2023 |

| 2024 | 2025 |

### Uniforme visitante
| 2004-05 | 2006-07 | 2008 | 2008-09 | 2010-11 | 2012 | 2013 | 2014-15 |

| 2015-16 | 2017-18 | 2018-19 | 2019-20 | 2021-22 | 2022-23 | 2023-24 | 2024-25 |

| 2025-26 |

### Tercer uniforme
| 2008 | 2008-09 | 2012 | 2013 | 2014-15 | 2015-16 | 2017-18 | 2018-19 |

| 2019-20 | 2021-22 | 2023 | 2023-24 | 2024-25 |

## Proveedores
| Período       | Proveedor     |
| ------------- | ------------- |
| 1913-1980     | Sin proveedor |
| 1981-1982     | Cuervo        |
| 1983-1984     | Sin proveedor |
| 1985-1987     | Puma          |
| 1988-1989     | D'Leon        |
| 1990          | Crack         |
| 1991          | Comba         |
| 1992-1993     | Torino        |
| 1994          | Umbro         |
| 1995          | Penalty       |
| 1996-1997     | Torino        |
| 1998          | Dietzen       |
| 1999          | Tocata        |
| 2000          | Saeta         |
| 2001-2002     | Tocata        |
| 2003          | Napsa         |
| 2004-2006     | Puma          |
| 2007          | Corner        |
| 2008-2009     | Joma          |
| 2010-2011     | Mikasa        |
| 2011-2021     | Puma          |
| 2022-presente | Adidas        |

## Patrocinadores
| Período       | Principal patrocinador | Otros patrocinadores |
| ------------- | ---------------------- | --- |
| 1980-1981     | Desconocido            | |
| 1982          | SAM                    | |
| 1983          | Fastrak                | |
| 1984-1987     | Calzado Grulla         | |
| 1988          | D'Leon                 | |
| 1989          | Coldeportes Antioquia  | |
| 1990          | Aguardiente Antioqueño | |
| 1991          | Gaseosa Konga          | |
| 1992-1994     | Malta Cervunion        | |
| 1995-1999     | Leona                  | |
| 2000-2005     | Pilsen                 | |
| 2006-2008     | AKT                    | |
| 2009          | Une                    | |
| 2010-2012     | Pilsen                 | |
| 2013-2015     | Colanta                | |
| 2016-2018     | Pepsi                  | |
| 2018-presente | Colanta                | Wplay,co |
| 2019-presente | Tigo                   | |
| 2020-presente | Ron Medellín           | |
| 2022-presente | Adidas                 | Cotrafa |
| 2023          | Colanta                | Wplay.co Cerveza Pilsen Tigo Cooperativa Financiera Cotrafa Ron Medellín Medellín Aquí Todo Florece Logística Inteligente Solution |
| 2024          | Colanta                | Wplay.co Cerveza Pilsen Tigo JFK Cooperativa Financiera Logística Inteligente Solution Smart Fit BTL                               |
| 2025-I        | Colanta                | Wplay.co Cerveza Pilsen JFK Cooperativa Financiera Logística Inteligente Solution Smart Fit Mapei BTL                              |